# 臺灣性別人權協會

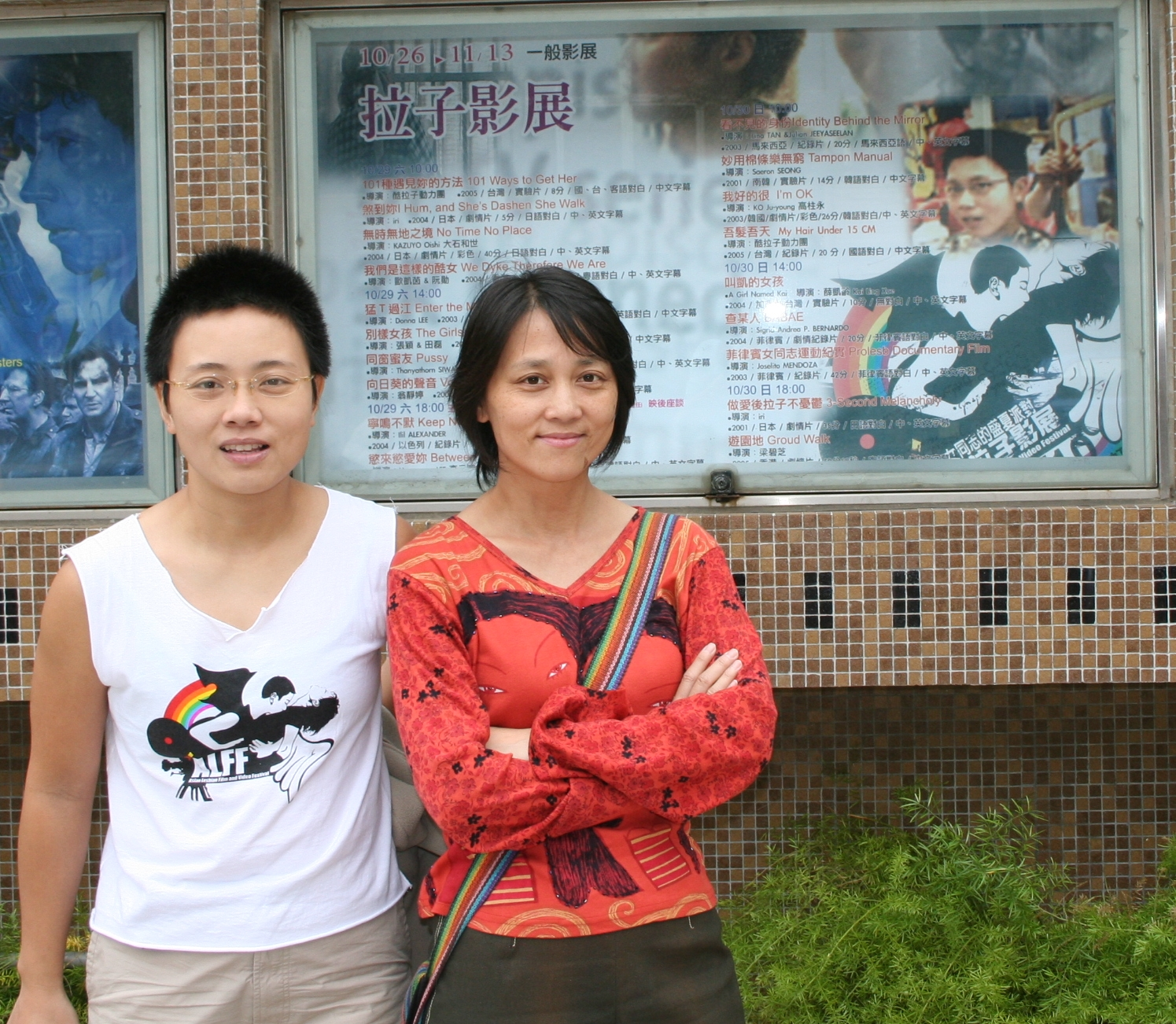
台灣性別人權協會成員陳俞容和王蘋，站在2005亞洲拉子影展海報前。

台灣性別人權協會是一個台灣性別團體，成立於1999年5月，前身為「Queer'n Class」，現任秘書長王蘋曾任職於婦女新知基金會。不同於台灣早期婦女團體或同志團體，該會很早就提出性別議題應該打破傳統男女二分法的兩性框架；性少數的關懷也不應該停留在同性戀者身上，而應該擴及到所有的性少數族群，如跨性別者、性工作者和愛滋感染者等。台灣性別人權協會的宗旨是促進教育、法律、生活、政治等四個方面的性別人權，冀望打破教育、家庭、政治、經濟、婚姻愛情、法律等主要社會建制內的性別人權，解除傳統社會制度對性別弱勢的壓迫。
台灣性別人權協會多次參與性別事件，例如反對《出版品及錄影節目帶分級辦法》、聲援晶晶書庫遭控妨害風化罪案，以及於2005年8月主辦亞洲拉子影展等。在這些事件中，性別人權協會常與日日春關懷互助協會、台灣TG蝶園、台灣同志諮詢熱線等團體合作，就共同領域的新聞事件發表聲明或採取行動。
2006年2月27日，台灣性別人權協會加入廢刑235行動聯盟，要求釋憲修改或廢除《中華民國刑法》第235條。
2016年11月27日，台灣性別人權協會秘書長王蘋在秋鬥說，同志應該反對用簡單的認同政治來自我認識，不要將同性戀、工人、台灣原住民、性工作者等身分區分開來，要看見當中複雜的社會關係，站在左翼連結的同一陣線，挑戰並翻轉資本邏輯壓榨底層的體制；針對蔡英文政府在立法院推動修法的同性婚姻法案及砍除勞工七天國定假日，同志應該嚴正拒絕這種「假平權、真砍假」的「粉紅清洗」手法。

## 外部連結
- 臺灣性別人權協會 （页面存档备份，存于）（繁體中文）
- 同志新聞通訊社 （页面存档备份，存于）（繁體中文）